# Антониу Карлус Жобим
Антониу Карлус Жобим (на португалски: Antônio Carlos Jobim), известен също като Том Жобим, е бразилски композитор, автор на песни, пианист, китарист и певец. Наричан е „бащата на боса нова“.

## Биография
Той е роден на 25 януари 1927 година в Рио де Жанейро в семейството на дипломат и публицист.
От ранна възраст започва да свири в разни заведения. По-широка известност придобива през 1956 година, когато започва да си сътрудничи с известния музикант Винисиус ди Морайс. През следващите години се нарежда сред ключовите фигури във формирането на стила боса нова, като композираната от него песен Garota de Ipanema придобива световна известност и печели награда „Грами“.
В началото на 1994 г., след като завършва албума си Antonio Brasileiro, Жобим се оплаква на своя лекар Роберто Хуго Коста Лима от проблеми с уринирането. Претърпява операция в болница Маунт Синай в Ню Йорк на 2 декември 1994 година. На 8 декември, все още в интензивното отделение след операцията, той получава сърдечен арест, причинен от белодробна емболия, а два часа по-късно следва друг сърдечен арест, от който умира. Последният му албум, Antonio Brasileiro, е издаден посмъртно три дни след смъртта му.
Погребан е в гробището „Св. Йоан Кръстител“ в Рио де Жанейро.
На 5 януари 1999 година с декрет на Международното летище Рио де Жанейро-Галеао е дадено името на Жобим:  "Aeroporto Internacional do Rio de Janeiro/Galeão – Antonio Carlos Jobim"

## Дискография
- 1962: Um encontro no Au bon gourmet
- 1963: The Composer of Desafinado, Plays
- 1965: The Wonderful World of Antonio Carlos Jobim
- 1967: Wave
- 1967: A Certain Mr. Jobim
- 1970: Stone Flower
- 1970: Tide
- 1973: Matita Perê
- 1973: Jobim
- 1976: Urubu
- 1980: Terra Brasilis
- 1987: Passarim
- 1994: Antonio Brasileiro
- 1995: Inédito
- 1998: Tom Jobim